# Şalom
Şalom (en hebreu 'pau'), és un diari setmanal de la comunitat jueva de Turquia, fundat a Istanbul el 29 d'octubre de 1947 pel periodista turc-jueu Avram Leyon. Şalom es publica en turc i una pàgina en judeocastellà. L'any 2005 la seva tirada superava els 5.000 exemplars incloent un suplement anomenat El Amaneser enterament en judeocastellà des de 2005. La seva redacció és a Istanbul.
El director és İvo Molinas i l'editor és Yakup Barokas.